# 罗明 (1901年)
罗明（1901年9月12日—1987年4月28日），原名罗善培，又名罗亦萍，男，广东大埔人（客家人），中国政治人物。

## 生平
1921年入集美学校，1925年考入国立广东大学，并任广东省区团委书记，9月加入中国共产党。1926年任汕头地委书记。1927年任闽南特委书记。1928年6月，出席在莫斯科召开的中国共产党第六次全国代表大会，代号18。1929年任福建省委书记，1932年任福建省委代理书记和常委。1933年福建省开展反罗明路线运动，被博古指为罗明路线的代表人，与毛泽东、邓小平、肖劲光等一同受批判和排挤，罗明被撤去省委书记，被降职任中央党校教务处长。1934年与妻子谢小梅(福建龙岩人)参加长征。遵义会议后，被降职的罗明重新启用，担任红三军政治部地方工作部部长（胡耀邦任其秘书）。1936年因炸弹伤脱离队伍而脱党，成为民主人士。1936-1938在大埔百侯中学当语文教师。
1939年罗明携妻谢小梅一同移居新加坡，罗明与友人在在新加坡合资创办大东书局（大坡大马路143号），任副经理职务，并以民主人士身份，在新加坡、吉隆坡、马六甲和泰国的华侨社区为抗战募捐。还与友人在新加坡创办培才小学和工人夜校。1948年罗善培和几位新加坡大埔同乡，发起组织新加坡南洋大埔同乡会，后改名为新加坡罗氏公会，以大东书局为会地址，罗善培任秘书。1949年罗明回广州，历任南方大学副校长、广东民族学院院长、广东省第五届人大委员会副主任。
罗明在三反运动中曾被当老虎批斗，文化大革命中多次挨批斗、游街，但仍顶住压力，为张鼎丞、邓子恢的入党历史写证明材料。1980年3月中共中央批准恢复罗明中断近半个世纪的党籍，党龄由1925年算起。1987年4月28日在广州逝世。著有《对工作的几点意见》、《关于反对罗明路线的历史情况》、《罗明回忆录》等。

## 家庭
妻：林卵
妻：谢小梅（1913-2006年7月2日，93岁），福建龙岩人。